# Zhang Jinan
Zhang Jinan chinesisch 張紀南 / 张纪南, Pinyin Zhāng Jìnán; (* Februar 1957 in Jiexi, Jieyang, Guangdong) ist ein chinesischer Politiker der Kommunistischen Partei Chinas (KPCh), der unter anderem seit 2018 Minister für Humanressourcen und Sozialabsicherung im Staatsrat der Volksrepublik China ist.

## Leben
Zhang Jinan, der zum Han-Volk gehört, nahm nach dem Schulbesuch 1974 eine berufliche Tätigkeit auf und wurde 1978 Mitglied der Kommunistischen Partei Chinas (KPCh). 1978 begann er ein Studium am Institut für Wassertransporttechnik in Wuhan, das er 1982 mit einem Bachelor abschloss. Er war zwischen 1984 und 1986 stellvertretender Sekretär des Kommunistischen Jugendverbandes Chinas (KJVC) von Tanggu, einem früheren Stadtbezirk von Tianjin. Im Anschluss fungierte er von 1986 bis 1987 als Leiter der Organisationsabteilung des KJVC der regierungsunmittelbaren Stadt Tianjin sowie zwischen 1987 und 1991 als stellvertretender Sekretär des KJVC von Tianjin. 1991 begann er ein postgraduales Studium an der Nankai-Universität, das er 1994 mit einem Master abschloss. Er war zwischen 1996 und 2002 stellvertretender Leiter der Organisationsabteilung des Parteikomitees der KPCh in der Provinz Hainan. Zugleich wurde er daneben 1996 auch Doktorand an der Nankai-Universität und erwarb dort 2001 einen Doktortitel. Er war im Anschluss zwischen 2002 und 2003 erst Leiter der Organisationsabteilung des Parteikomitees der Provinz Hainan sowie danach von 2003 bis 2004 Leiter der Organisationsabteilung des Parteikomitees der Provinz Henan.
2004 wechselte Zhang in die zentrale Parteiführung und er war zunächst von 2004 bis 2007 Leiter des 2. Kaderbüros sowie danach zwischen 2007 und 2013 stellvertretender Leiter der Organisationsabteilung des Zentralkomitees der Kommunistischen Partei Chinas (ZK der KPCh). Auf dem XVII. Parteitag der KPCh (15. bis 21. Oktober 2007) wurde er erstmals Mitglied der Zentralen Disziplinarkommission des ZK der KPCh und gehörte diesem Gremium nach seiner Wiederwahl auf dem XVIII. Parteitag der KPCh (8. bis 14. November 2012) bis zum 25. Oktober 2017 an. Er war zudem zwischen dem 14. November 2012 und dem 25. Oktober 2017 auch Mitglied des Ständigen Ausschusses der Zentralen Disziplinarkommission. Er fungierte zeitweilig auch als Leiter des Amtes der Staatskommission für die Reform des öffentlichen Sektors. Als Nachfolger von Wang Yongqing übernahm er im April 2013 die Funktion als Leiter der Organisationsabteilung des ZK und hatte diese bis März 2018 inne, woraufhin Zhou Zuyi seine Nachfolge antrat. Auf dem XIX. Parteitag der KPCh (18. bis 25. Oktober 2017) wurde er zudem Mitglied des ZK der KPCh.
Am 19. März 2018 wurde Zhang Jinan als Nachfolger von Yin Weimin Minister für Humanressourcen und Sozialabsicherung im Staatsrat der Volksrepublik China. Daneben fungiert er auch als Leiter des Generalbüros der Organisationskommission des ZK für zentrale Institutionen. Im Juli 2018 bereiste er als Minister Deutschland und traf am 9. Juli 2018 den Bundesminister für Arbeit und Soziales Hubertus Heil. Des Weiteren besuchte am 10. Juli 2018 die Deutsche Gesetzliche Unfallversicherung (DGUV) sowie am 11. Juli 2018 die Gläserne Manufaktur von Volkswagen Sachsen in Dresden. Am 8. November 2019 erklärte er auf einer Pressekonferenz, dass in der Volksrepublik China ersten acht Monaten des Jahres 2019 9,84 Millionen neue Arbeitsplätze geschaffen wurden, obwohl die Befürchtungen einer wirtschaftlichen Abkühlung weltweit zunahmen. Dieses Wachstum macht 89 Prozent der für 2019 angestrebten Arbeitsplatzzuwächse in China aus. Die Arbeitslosigkeit wurde ebenfalls unter Kontrolle gehalten. Sie lag im August bei 5,2 Prozent und damit unter den angezielten 5,5 Prozent. Der Arbeitsmarkt schien im zweiten Quartal ausgeglichen zu sein, und das Verhältnis zwischen Angebot und Bewerbern betrug 1,22.